# Javichthys
Javichthys is een monotypisch geslacht van straalvinnige vissen uit de familie van kogelvissen (Tetraodontidae).

## Soort
- Javichthys kailolae Hardy, 1985